# Orobophana cookei
Orobophana cookei är en snäckart som beskrevs av Neal 1934. Orobophana cookei ingår i släktet Orobophana och familjen Helicinidae. Inga underarter finns listade i Catalogue of Life.